# Selaginella sertata
Selaginella sertata är en mosslummerväxtart som beskrevs av Antoine Frédéric Spring. Selaginella sertata ingår i släktet mosslumrar, och familjen mosslummerväxter. Inga underarter finns listade i Catalogue of Life.